# 印旛郡市
印旛郡市（いんばぐんし）とは、千葉県北西部の7市2町で構成されているものを指す。総人口約73万人（2017年12月末現在）。　　　　　
印旛地域、または東葛地域も含めて東葛・印旛地域とも呼ばれている。東葛地域も含めた場合人口は210万人に及び、都心から20km〜45kmに位置する。西部には印西市を中心とする千葉ニュータウン、東部には成田国際空港があり、千葉県内では最も国際的な需要が多い地域である。外国人登録人数も最も多い。

## 範囲
印旛郡に属していた、または現在も属している市町村をすべて指す。
- 成田市（業務核都市）
- 佐倉市
- 四街道市
- 白井市
- 印西市 (業務核都市)
- 八街市
- 富里市
- 印旛郡酒々井町
- 印旛郡栄町

## 地理
- 中央に位置する印旛沼周辺の低地部および谷津田では水田地帯が広がるが、一方で地盤が安定している下総台地上の台地部では住宅地として開発が進んでいる。

## 地域の特性
- 西部は県庁所在地の千葉市よりも東京寄りに位置しており、1960年代から急速に東京のベッドタウン化が進んだことから、千葉市の影響力が弱い。特に佐倉市西部や千葉ニュータウン（船橋市小室地区・印西市・白井市）などの住民は都内に通勤する人が多く、千葉都民と言われている。一方、八街市など東部は東京都心へは遠いため、千葉市への通勤者が最も多い。また、佐倉市東部や四街道市などからは都内や千葉市内の他、空港関連の業務から成田市内への勤務者も多いなど、西部と違い、一概に東京だけを向いているわけではない。

## 東葛地域との関係
- 東葛地域と印旛地域は一部東京都、茨城県に接していることや、一部組合などでは共同に処理しているものもあり関係が深い。また、生活圏に一体性がある。

## 外部サイト
- 印旛郡市広域市町村圏事務組合
- 印旛郡市文化財センター